# Trialeurodes fernaldi
Trialeurodes fernaldi es un hemíptero de la familia Aleyrodidae, con una subfamilia: Aleyrodinae.
Fue descrita científicamente por primera vez por Morrill en 1903.